# Chantada (Souto)
Chantada es un lugar de la parroquia de Souto en el municipio coruñés de Paderne, en la comarca de Betanzos . Según el IGE, en 2011 contaba con 111 habitantes, 56 hombres y 55 mujeres.

## Lugares de interés
- Aula da Ría de Paderne: El aula de la Ría tiene como fin fomentar los valores culturales y naturales asociados a la ría de Betanzos.
- Muiños de Chantada
- El Camino de Santiago de los Ingleses entre las localidades de Miño y Betanzos discurre por el lugar de Chantada.
- Rego do Baltar.